# Väddblomfluga
Väddblomfluga (Cheilosia nebulosa) är en tvåvingeart som först beskrevs av George Henry Verrall 1871.  Väddblomfluga ingår i släktet örtblomflugor, och familjen blomflugor. Arten är reproducerande i Sverige. Inga underarter finns listade i Catalogue of Life.